# Berchemia compressicarpa
Berchemia compressicarpa är en brakvedsväxtart som beskrevs av Ding Fang och C.Z. Gao. Berchemia compressicarpa ingår i släktet Berchemia och familjen brakvedsväxter. Inga underarter finns listade i Catalogue of Life.